# اینشتین ۲۰۰۱
سیارک ۲۰۰۱ (به انگلیسی: 2001 Einstein، نامگذاری:1973EB) دو هزار و یکمین سیارک کشف شده‌است که در ۵ مارس ۱۹۷۳ کشف شد.
قدر مطلق سیارک برابر ۱۲٫۸۵ است.